# Gare de Grandview
La  gare de Grandview à Grandview est desservie par Via Rail Canada. C'est une gare sans personnel. Il y a 3 trains par semaine, dans chaque direction.